# Lavrinova diploma
Lavrinovo diplomo vsako leto podeljuje Društvo slovenskih književnih prevajalcev za kakovosten opus prevodov slovenskega leposlovja, humanistike in družboslovja v tuje jezike ali za pomemben prispevek k uveljavitvi slovenske književnosti v tujini. Priznanje je bilo ustanovljeno leta 2003. Ime je dobilo po Janku Lavrinu, slovenskemu prevajalcu, esejistu in literarnemu zgodovinarju.

## Prejemniki Lavrinove diplome
- 2003	František Benhart
- 2004	Klaus Detlef Olof
- 2005	Jolka Milič
- 2006	Orsolya Gállos
- 2007	Josip Osti
- 2008	Katarina Šalamun Biedrzycka
- 2009	Luko Paljetak
- 2010	Erwin Köstler
- 2011	Andrée Lück Gaye
- 2012	projekt Litterae Slovenicae
- 2013	Ciril Zlobec
- 2014	Fabjan Hafner
- 2015	Michael Biggins
- 2016	Pablo Juan Fajdiga
- 2017	Ljudmil Dimitrov
- 2018	Kari Klemelä
- 2019	Darja Betocchi
- 2020	Simona Škrabec
- 2021	Rawley Grau
- 2022	Ludwig Hartinger
- 2023	Patrizia Raveggi
- 2024	Joanna Pomorska
- 2025	Anita Peti-Stantić